# Luis Vich y de Corbera
Luis Vich y de Corbera (Valencia, ¿?-1477) fue un aristócrata y alto funcionario del Reino de Valencia como Maestre Racional de Valencia.

## Biografía
Luis de Vich, Señor de la Baronía  de Llaurí y Matada, señor de Evo y Gallinera era Maestre Racional de Valencia, cargo equiparado hoy al de Síndico de Cuentas. Como tal le correspondía la administración del real patrimonio, y la intervención general de los ingresos y gastos. Le fueron asignadas las funciones de previsión, dirección y control último de la administración financiera real, destacando, entre todas ellas, la de fiscalización de la gestión financiera. Como oficial de la Casa del rey, acompañó a Alfonso el Magnánimo en sus incursiones militares en Nápoles y Castilla.
Fue consejero de la reina Juana, esposa de Juan II de Aragón. Le envió como embajador a tratar con los Consellers de Barcelona en 1461. En 1475, Juan II le encargó la abadía del Monasterio de Santa María de la Valldigna, que había quedando vacante, por pertenecer ésta al real patronato. Muerto el monarca, su sucesor Fernando el Católico, concedió el cargo de abad en 1479 a Rodrigo de Borja, el futuro papa Alejandro VI. 
Luis Vich estuvo casado en tres ocasiones. Con su esposa Damiata de Valterra tuvo cuatro hijos: el embajador Jerónimo Vich y Valterra, Juan (que murió en Granada), Luis (caballero de San Juan) y el cardenal Guillén Ramón Vich y Valterra. 
A su muerte fue enterrado en el Monasterio de La Murta, en Alcira, el que los Vich tenían capilla. En vida había donado una serie de ornamentos al monasterio, disponiendo en su testamento de 1476 más donaciones económicas. Había encargado nuevo retablo con los Siete Gozos de la Virgen, e imágenes de Santa Magdalena y San Juan Bautista.